# Epidendrum sublobatum
Epidendrum sublobatum är en orkidéart som beskrevs av Charles Schweinfurth, Leslie Andrew Garay och Galfrid Clement Keyworth Dunsterville. Epidendrum sublobatum ingår i släktet Epidendrum och familjen orkidéer. Inga underarter finns listade i Catalogue of Life.